# Arado Ar 231

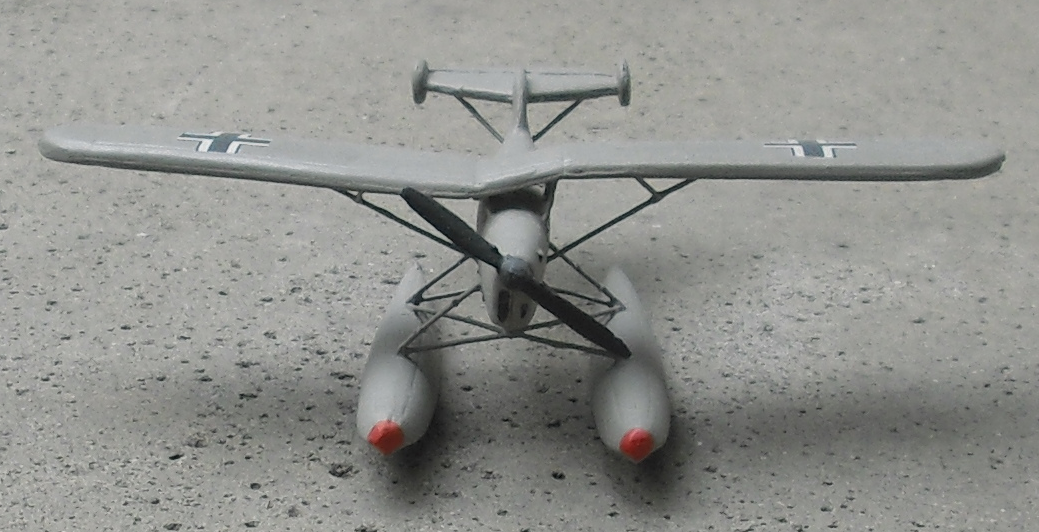
Модель самолёта.

Арадо Ar 231 (нем. Arado Ar 231) — немецкий лёгкий одномоторный военный гидросамолёт времён Второй мировой войны. Предназначался для использования в качестве самолёта-разведчика на больших подводных лодках кригсмарине.

## История
Заказан в 1940 году фирме «Arado Flugzeugwerke GmbH» для оснащения им так называемых подводных крейсеров — больших подводных лодок типа XIB. В начале 1941 года первые образцы были готовы к испытаниям. Самолёт легко и быстро разбирался (за 6 минут) и в разобранном виде мог быть помещён в трубе диаметром 2 метра.
Особенностью конструкции был излом в средней части крыла, сделанный для удобства его складывания.
На испытаниях показал неудовлетворительные характеристики и проект был закрыт.
Всего было построено 6 экземпляров.
Известно об оснащении двумя из этих самолётов вспомогательного крейсера «Штир», причём выяснилась их непригодность к практическому использованию.

## Тактико-технические характеристики
Приведены данные модификации Ar 231 V1.
Источник данных: Smith and Kay, 1972.

Технические характеристики
- Экипаж: 1
- Длина: 7,8 м
- Размах крыла: 10,18 м
- Высота: 3,12 м
- Площадь крыла: 15,2 м² (обоих крыльев)
- Масса пустого: 833 кг
- Нормальная взлётная масса: 1050 кг
- Силовая установка: 1 × рядный 6-цилиндровый воздушного охлаждения Hirth HM 501
- Мощность двигателей: 1 × 160 л. с. (1 × 119 кВт)

Лётные характеристики
- Максимальная скорость: 170 км/ч (у земли)
- Крейсерская скорость: 130 км/ч
- Практическая дальность: 500 км
- Продолжительность полёта: 4 ч
- Практический потолок: 3000 м
- Нагрузка на крыло: 69,1 кг/м²
- Тяговооружённость: 113,3 Вт/кг